# فيكتوريا كارتاغينا
فيكتوريا كارتاغينا (بالإنجليزية: Victoria Cartagena)‏ هي ممثلة أمريكية، ولدت في 1985 في فيلادلفيا في الولايات المتحدة.

## أعمال

### مسلسلات
- غوثام[4]

## وصلات خارجية
- فيكتوريا كارتاغينا على موقع IMDb (الإنجليزية)
- فيكتوريا كارتاغينا على موقع قاعدة بيانات الفيلم (الإنجليزية)